# 压力性损伤

第一期到第四期压力性损伤

压力性损伤（pressure injuries）是因身体局部长期受压，使血液循环发生障碍，皮肤及皮下组织因持续缺血、缺氧、营养不良而导致的损伤，严重者可导致软组织溃烂，甚或坏死，此时一般称褥疮（bed sore，decubitus ulcer）、压疮（pressure sore）、压力性溃疡（pressure ulcer）。
最轻程度的压力性损伤是在完整皮肤上局部区域出现不可褪色的红斑，通常位于骨突处。但深色皮肤者，可能难以察觉。肉眼常见的压力性损伤常指已产生皮膚潰瘍，此因软组织长期受压迫或合併剪力與摩擦，导致缺血坏死，常见于因瘫痪或手术而长期卧床的人。防止褥疮的一般手段有：加强营养，常给卧床的人翻身，使用水床以分散压力。

## 延伸閱讀
- Lyder CH, Ayello EA. . Hughes RG  (编). . Advances in Patient Safety. Rockville (MD): Agency for Healthcare Research and Quality (US). April 2008  [2023-01-11]. PMID 21328751. （原始内容存档于2020-12-01）.
- Qaseem A, Mir TP, Starkey M, Denberg TD. . Annals of Internal Medicine. March 2015, 162 (5): 359–69. PMID 25732278. doi:10.7326/M14-1567 .
- Sukino Health Care Solutions. . sukino.com. 21 October 2019  [2023-01-11]. （原始内容存档于2022-01-28）.

## 外部連結
- 维基共享资源上的相關多媒體資源：压力性损伤